# Valdó Szűcs
Valdó Szűcs (29 de junio de 1995) es un deportista de Hungría que compite en atletismo. Ganó una medalla de bronce en el Campeonato Europeo de Atletismo por Equipos de 2019, en la prueba de 110 m vallas.